# Marcus Mepstead
Marcus Mepstead, né le 11 mai 1990 à Londres, est un escrimeur britannique. Il est triple médaillé de bronze par équipes aux championnats d'Europe d'escrime (2010, 2013 et 2016) et qualifié pour les Jeux olympiques de Rio de Janeiro en tant que remplaçant de l'équipe britannique.

## Palmarès
- Championnats du monde d'escrime
  -  Médaille d'argent en individuel aux championnats du monde d'escrime 2019 à Budapest

- Championnats d'Europe d'escrime
  -  Médaille de bronze par équipes aux championnats d'Europe d'escrime 2016 à Toruń
  -  Médaille de bronze par équipes aux championnats d'Europe d'escrime 2013 à Zagreb
  -  Médaille de bronze par équipes aux championnats d'Europe d'escrime 2010 à Leipzig

## Classement en fin de saison
| Année | 2006 | 2007 | 2008 | 2009 | 2010 | 2011 | 2012 | 2013 | 2014 | 2015 |
| ----- | ---- | ---- | ---- | ---- | ---- | ---- | ---- | ---- | ---- | ---- |
| Rang  | 438  | 328  | 303  | 414  | 177  | 240  | 205  | 74   | 77   | 113  |